# Piquerobi
Piquerobi is een gemeente in de Braziliaanse deelstaat São Paulo. De gemeente telt 3.781 inwoners (schatting 2009).